# Kiblawan
Kiblawan est une municipalité des Philippines située au sud-ouest de la province du Davao du Sud, sur l'île de Mindanao. Elle est limitrophe à l'est de la province de Sultan Kudarat (municipalité de Columbio).

## Subdivisions
Kiblawan est divisée en 30 barangays :
- Abnate
- Bagong Negros
- Bagong Silang
- Bagumbayan
- Balasiao
- Bonifacio
- Bunot
- Cogon-Bacaca
- Dapok
- Ihan
- Kibongbong
- Kimlawis
- Kisulan
- Lati-an
- Manual
- Maraga-a
- Molopolo
- New Sibonga
- Panaglib
- Pasig
- Poblacion
- Pocaleel
- San Isidro
- San Jose
- San Pedro
- Santo Niño
- Tacub
- Tacul
- Waterfall
- Bulol-Salo